# Hitnrun Phase One
Hitnrun Phase One (stilisiert als HITnRUN Phase One von „Hit and Run Phase One“) ist das 38. Studioalbum des US-amerikanischen Musikers Prince. Es erschien am 7. September 2015 bei seinem eigenen Label NPG Records und war anfangs nur bei dem Musikstreamingdienst Tidal käuflich zu erwerben. Auf CD wurde das Album am 14. September 2015 veröffentlicht.
Die Musik zählt zu den Genres Contemporary R&B, Funk, Pop und Soul. Als Gastsängerinnen wirken 3rdEyeGirl, Curly Fryz, Judith Hill, Lianne La Havas und Rita Ora mit, zudem ist das Blechbläserquintett Hornheads zu hören. Musikkritiker bewerteten das Album unterschiedlich; einige zeigten sich begeistert, andere waren zum Teil sehr enttäuscht. Aus kommerzieller Sicht konnte HITnRUN Phase One international keine Top-Ten-Platzierung erreichen und weder Gold- noch Platinstatus erzielen. Zwar absolvierte Prince mit seiner Begleitband 3rdEyeGirl im Jahr 2015 ein Tournee, doch diese diente nicht zur Musikpromotion vom Album.

## Entstehung

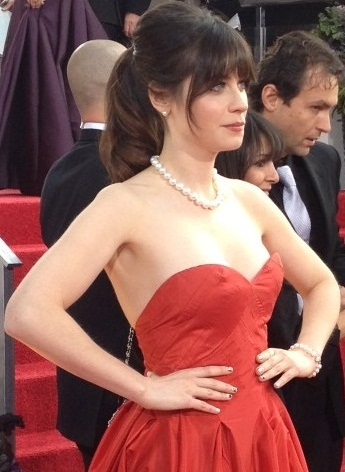
Zooey Deschanel, 2013

Den Begriff „Hit and Run“ benutze Prince zum ersten Mal im Jahr 1986, als er seine damalige US-Tournee zum Album Parade entsprechend betitelte. Auch in den Jahren 2000, 2001, 2014 und 2015 gab er diesen Namen seinen Tourneen. Die als „Hit and Run“ betitelten Tourneen waren von ihm gespielte Livekonzerte, bei denen der Kartenvorverkauf nur wenige Tage vor Konzertbeginn stattfand, manchmal sogar erst am Konzerttag selbst. Sinngemäß könnte man „Hit and Run“ mit „Schlag’ zu (beim Kartenvorverkauf) und lauf’ los (zum Konzert)“ übersetzen.
Alle elf Songs von HITnRUN Phase One nahm Prince von Ende 2013 bis Anfang Juli 2015 in seinem Paisley Park Studio in Chanhassen auf. Als Koproduzent wirkte erneut Joshua Welton (* 21. Oktober 1990) mit, der diese Tätigkeit bereits auf dem Vorgängeralbum Art Official Age (2014)  ausübte. Welton ist der Ehemann von 3rdEyeGirl-Schlagzeugerin Hannah Ford-Welton.
Den Song Ain’t About 2 Stop nahm Prince Ende 2013 auf, wobei Rita Ora den Hauptgesang übernahm. Ursprünglich sollte das Stück auf ihrem zweiten Studioalbum im September 2014 erscheinen, doch die Veröffentlichung wurde verschoben und letztendlich erst im November 2018 mit Namen Phoenix herausgebracht, allerdings ohne Ain’t About 2 Stop. Den Song Fallinlove2nite nahm Prince Anfang Dezember 2013 mit Zooey Deschanel auf. Er komponierte den Track gezielt für die US-amerikanische Sitcom New Girl, in der er in einer Gastrolle als Schauspieler zu sehen ist und sich selbst spielt. Die Dreharbeiten fanden Mitte Dezember 2013 statt und die Folge wurde am 2. Februar 2014 im US-Fernsehen ausgestrahlt. Gemeinsam mit Deschanel trägt er den Song im Playback vor. In der Version auf HITnRUN Phase One ist sie aber nicht zu hören; vermutlich handelt es sich bei dieser Version um eine, bevor sie ihre Gesangs-Overdubs aufnahm und nicht um eine, bei der ihr Gesang nachträglich entfernt worden ist. Deschanel ist auch Mitglied des Indie-Folkduos She & Him.
Im Jahr 2014 spielte Prince mit Shut This Down und X’s Face weitere Songs ein, die er auf HITnRUN Phase One platzierte. Zudem überarbeitete er im Herbst das Stück 1000 X’s & O’s, das er ursprünglich im Frühjahr 1992 unter dem Titel A 1,000 Hugs and Kisses in den Studios 301 in Sydney aufnahm, als er damals mit seiner Diamonds-and-Pearls-Tour in Australien unterwegs war. In dieser Originalversion übernahm Rosie Gaines den Hauptgesang. Ende 1993 überarbeitete Prince das Stück im Paisley Park Studio und diesmal übernahm Nona Gaye den Hauptgesang. Doch beide Versionen sind bis heute (2025) unveröffentlicht. Die Version auf HITnRUN Phase One stammt vermutlich aus dem Herbst 2014, als er den Song mit Joshua Welton komplett überarbeitete. Ende 2014 oder Anfang 2015 spielte Prince Mr. Nelson ein, gesungen von Lianne La Havas und basierend auf dem Song Clouds, den er Mitte 2014 aufnahm und auf Art Official Age platzierte.

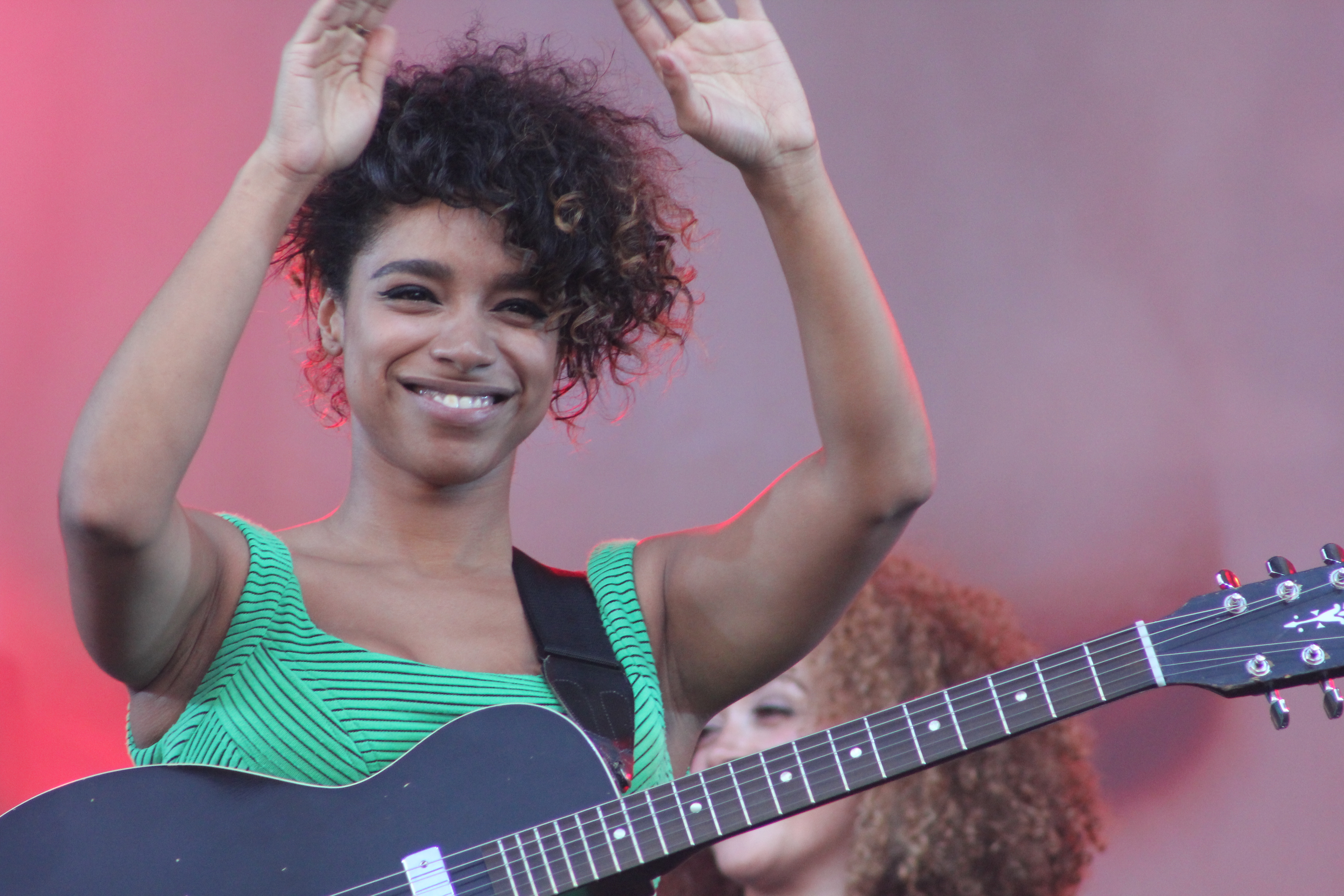
Lianne La Havas, 2013

Anfang 2015 nahm Prince den Track Million $ Show auf, der erstmals über PA-Anlage vor seinem Livekonzert am 9. April 2015 in Detroit in Michigan zu hören war. Außerdem gestaltete er 2015 eine Remixversion von dem im Frühjahr 2014 aufgenommenen Song This Could B Us, der im Original ebenfalls auf Art Official Age zu finden ist. Ende Juni 2015 nahm Prince die beiden Songs Hardrocklover und June „buchstäblich in der gleichen Stunde“ auf, wie Koproduzent Welton sagte. Anfang Juli 2015 mischte Prince Like a Mack ab und Curly Fryz sangen Vocal-Overdubs ein.
Über die Entstehung von HITnRUN Phase One sagte 3rdEyeGirl im Juli 2015, das Album sei für „super hardcore Prince-Fans, die alle Songs kennen, die er jemals aufgenommen hat.“ Zudem sei es für die Fans, „die hören wollen, was Prince zu sagen hat, statt immer wieder den klassischen Purple Rain-Sound hören zu wollen.“
Am 9. August 2015 lud Prince zehn Journalisten zu einem Treffen in seinem Paisley Park Studio ein. Dabei betonte er erneut die Wichtigkeit für Musiker, ihre Verträge mit Tonträgerunternehmen kritisch zu hinterfragen und erklärte: „Plattenverträge sind wie – ich werde das Wort sagen – Sklaverei. Ich würde jedem jungen Künstler sagen... unterschreib nicht!“ Musiklabels zwängen Musiker dazu, ihre Musik auf Streamingdienste zu vertreiben, unabhängig davon, ob sie finanziell oder künstlerisch davon profitierten – es sei an der Zeit, dass Musiker selbst bestimmten, mit wem sie auf welche Weise zusammenarbeiten möchten: „Sobald wir unsere eigenen Ressourcen haben, können wir das was wir brauchen selbst anbieten“.
Den Musikstreamingdienst Tidal, von Musikern selbst initiiert und in Künstlerhand, wolle Prince aber unterstützen: „Jay Z hat es mit Tidal vorgemacht und 100 Millionen Dollar seines Privatvermögens in diesen Streaming-Dienst investiert. Für solche Projekte müssen wir Solidarität zeigen“. Zudem meinte Prince: „In einem Meeting mit Jay Z war mir sofort klar, dass er und sein Team Visionäre sind. Und Tidal eine Plattform, die Künstlern zu Gute kommt.“ Das Konzept von Tidal erinnere an die Filmfirma United Artists; 1919 hatten Schauspieler und Regisseure um Charlie Chaplin eine eigene Produktionsfirma gegründet, um sich gegen die von den Studios durchgesetzten geringen Gagen zu wehren. Letztendlich zog Prince im Jahr 2015 seinen eigenen Musikkatalog von anderen Streamingdienste zurück und gab diesen in den Vertrieb von Tidal.

## Gestaltung des Covers
Das Albumcover gestaltete der Creative Director und Typograf Martin Homent, mit dem Prince bis zu seinem Tod im April 2016 zusammenarbeitete. Anschließend arbeitete der Engländer bis einschließlich 2017 mit The Prince Estate („Der Prince-Nachlass“) zusammen.
Auf dem Frontcover von HITnRUN Phase One ist Prince’ Kopf zu sehen, der cartoon-artig dargestellt ist; dabei trägt er eine Sonnenbrille mit drei Gläsern, wovon zwei herkömmlich vor den Augen platziert sind und eins auf der Stirn. Zudem hat er einen Afrolook. Das Booklet besteht aus sechs Seiten und die Liedtexte der einzelnen Songs sind bis auf Like a Mack abgedruckt. Fotos sind im Booklet nicht vorhanden.

## Musik und Liedtexte

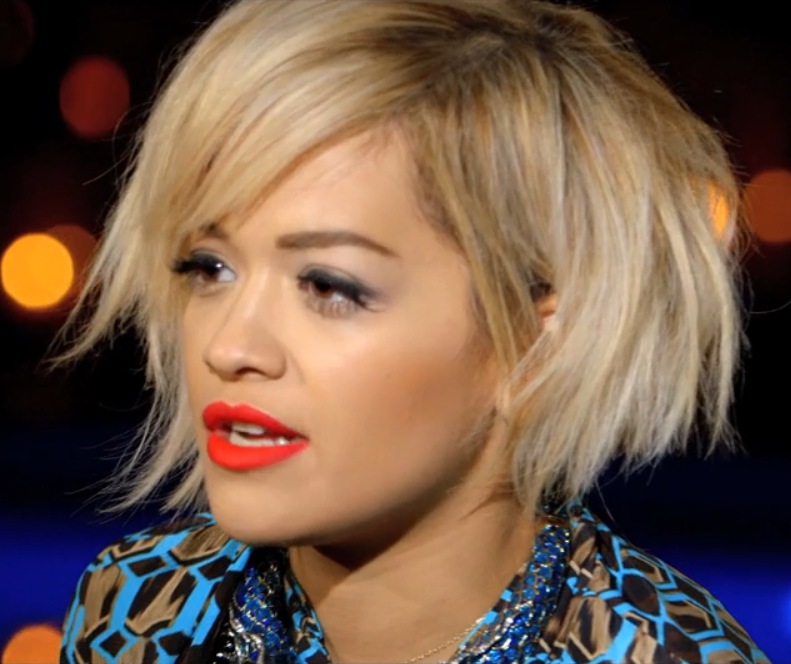
Rita Ora, 2014

Die Musik zählt zu den Genres Contemporary R&B, Funk, Pop, Soul. Als Gastsängerinnen wirken Judith Hill, Lianne La Havas und Rita Ora mit. Zudem ist das Hip-Hop-Duo Curly Fryz zu hören, das aus der Rapperin Charli Curiel und ihrer Schwester DaniLeigh besteht, die im September 2013 unter ihrem bürgerlichen Namen Danielle Curiel als Regisseurin des Prince-Musikvideos Breakfast Can Wait tätig war. Die Liedtexte von HITnRUN Phase One singt Prince sowohl in seinem charakteristischen Falsettgesang als auch in tieferen Stimmlagen.
Das erste Stück heißt Million $ Show (sprich: „Million Dollar Show“) und das Intro besteht aus den Prince-Songs For You (1978), 1999 (1982) und Let’s Go Crazy (1984). Judith Hill wirkt als Gastsängerin mit, mit der Prince ab Herbst 2014 bis zu seinem Tod partnerschaftlich liiert. Die Rappassagen im Song Like a Mack übernahmen Curly Fryz, mit denen Prince zum ersten Mal kooperierte. Zwei Songs sind in einer Remixversion vorhanden, deren Originalversionen auf dem Vorgängeralbum Art Official Age (2014) zu finden sind; This Could B Us heißt ursprünglich This Could Be Us und das Stück Mr. Nelson ist eine Remixversion von Clouds. Sowohl in Mr. Nelson als in Clouds wirkt Lianne La Havas als Sängerin mit.
Die auf dem Album vorhandene Version von Fallinlove2nite ist ohne Zooey Deschanel. Gemäß Koproduzent Joshua Welton sagte Prince über den Song Hardrocklover: „Ich brauche etwas, das ruhig anfängt, und dann möchte ich, dass es ausbricht, und dann möchte ich, dass du zurückfährst... wie diese Achterbahn“. Ob er den Titelnamen in Anlehnung an Hard Rock Lover (1977) von der Band Mother’s Finest aus ihrem Album Another Mother Further gewählt hat, ist nicht bekannt. Die Albumversion von Hardrocklover ist zehn Sekunden kürzer als die Singleversion; da der vorherige Song X’s Face nahtlos in Hardrocklover übergeht, werden die ersten Sekunden nicht ausgespielt. Die Buchstaben „X“ und „O“ im Song 1000 X’s & O’s bedeuten im Netzjargon „Kisses and Hugs“ („Küsse und Umarmungen“), obwohl Prince „Hugs and Kisses“ singt. Der letzte Albumsong ist die Soul-Ballade June, in der Prince unter anderem „Ich habe manchmal das Gefühl, dass ich viel zu spät geboren wurde; ich hätte auf der Woodstock-Bühne geboren werden sollen“ singt. Doch zum Zeitpunkt des Woodstock-Festivals im August 1969 war Prince bereits elf Jahre alt.

## Titelliste und Veröffentlichungen
| 1                            | Million $ Show (feat. Judith Hill)  | 3:10 |
| 2                            | Shut This Down                      | 3:03 |
| 3                            | Ain’t About 2 Stop (feat. Rita Ora) | 3:38 |
| 4                            | Like a Mack (feat. Curly Fryz)      | 4:04 |
| 5                            | This Could B Us (Remix)             | 4:10 |
| 6                            | Fallinlove2nite                     | 3:12 |
| 7                            | X’s Face                            | 2:38 |
| 8                            | Hardrocklover                       | 3:42 |
| 9                            | Mr. Nelson (feat. Lianne La Havas)  | 2:27 |
| 10                           | 1000 X’s & O’s                      | 4:27 |
| 11                           | June                                | 3:21 |
| Spieldauer: 37:59 min.       |                                     |      |
| Autor aller Songs ist Prince |                                     |      |

HITnRUN Phase One wurde am 7. September 2015 bei Tidal als Download veröffentlicht. Am 14. September 2015 erschien das Album auch auf CD. Bereits drei Monate nach der Veröffentlichung brachte Prince mit HITnRUN Phase Two sein nächstes Album heraus.

## Singles
Von dem Album wurden drei Singles ausgekoppelt, die nur als Download erhältlich sind; Fallinlove2nite erschien bereits am 17. März 2014 und damit eineinhalb Jahre vor der Albumveröffentlichung. Hardrocklover wurde am 7. Juli 2015 und This Could B Us am 28. August 2015 veröffentlicht. Musikvideos wurden nicht produziert und Coverversionen von Songs zu HITnRUN Phase One sind nicht bekannt.

## Mitwirkende

### Musiker
Alle Songs wurden von Prince arrangiert, komponiert, produziert und vorgetragen. Zudem spielte er alle Musikinstrumente selbst ein, wobei folgende Personen die Aufnahmen ergänzten:
- Charli Curiel (von  Curly Fryz) – Rap in Like a Mack
- Danielle Curiel (von  Curly Fryz) – Rap in Like a Mack
- Donna Grantis (von 3rdEyeGirl) – Backing Vocals und Gitarrensolo in Ain’t About 2 Stop
- Hannah Welton-Ford (von 3rdEyeGirl) – Backing Vocals in Ain’t About 2 Stop
- Hornheads – Baritonsaxophon, Posaune, Tenorsaxophon, Trompete in Fallinlove2nite, Million $ Show
- Ida Kristine Nielsen (von 3rdEyeGirl) – Backing Vocals in Ain’t About 2 Stop
- Joshua Welton – Backing Vocals in X’s Face
- Judith Hill – Co-Leadsängerin in Million $ Show
- Lianne La Havas – Hauptgesang in Mr. Nelson
- NPG Hornz – Posaune, Saxophon, Trompete in Like a Mack
- Rita Ora – Gesang in Ain’t About 2 Stop
- Stringenius – Saiteninstrumente in Fallinlove2nite, Million $ Show

### Technisches Personal
- Prince – Mastering, Mixing
- Adi Yeshaya (von Stringenius) – Arrangements der Saiteninstrumente
- Joshua Welton – Co-Arrangeur, Co-Produzent, Mastering, Mixing, Keyboard und Schlagzeug-Programming
- Michael B. Nelson – Arrangements der Saiteninstrumente und Hörner, Produktion der Saiteninstrumente
- Martin Homent – Covergestaltung, Illustration
- Rob Genadek – Aufnahme der Saiteninstrumente

## Tournee
Im Jahr 2015 spielte Prince mit seiner Begleitband 3rdEyeGirl eine Tournee, doch Songs vom Album HITnRUN Phase One präsentierte er nicht. Die Tournee mit Namen „Hit and Run Tour 2015“ begann am 2. Februar im Koko in London und endete am 14. Juni im Warner Theatre in Washington, D.C. Von den insgesamt 14 Konzerten fanden zwölf in den USA statt, zudem trat Prince in Dubai auf, was sein einziges Livekonzert in der Vereinigte Arabische Emirate in seiner Karriere war. Ferner war das Abschlusskonzert im Warner Theatre sein letztes Konzert, dass er gemeinsam mit 3rdEyeGirl absolvierte.
Prince’ Begleitband 3rdEyeGirl bestand aus folgenden Musikern:
- Donna Grantis – Backing Vocals, Gitarre
- Hannah Welton-Ford – Backing Vocals, Perkussion, Schlagzeug
- Ida Kristine Nielsen – Backing Vocals, E-Bass
- Joshua Welton – Backing Vocals, Keyboard
- Liv Warfield – Backing Vocals, Tamburin
- Ashley Jayy (nur bei einigen Konzerten anwesend) – Backing Vocals
- Saeeda Wright (nur bei einigen Konzerten anwesend) – Backing Vocals

## Rezensionen
Musikkritiker bewerteten HITnRUN Phase One sehr unterschiedlich; einige zeigten sich von dem Album begeistert, andere beurteilten es zum Teil sehr negativ. Die beiden Songs 1000 X’s & O’s und Hardrocklover wurden meist als beste Albumtracks gelobt. Die Website AOTY (Album of the Year) errechnete eine Durchschnittsbewertung von 58 %, basierend auf 16 Rezensionen englischsprachiger Medien.
Dave Simpson vom The Guardian zeigte sich begeistert und gab mit vier von fünf Sternen fast die Höchstanzahl. Das Album sei Prince’ „experimentellstes und formwandlerischstes seit Jahren“; man höre „Klangcollagen, mystische Segmente, Abstecher in östlich angehauchten Funk“ wie in Ain’t About 2 Stop, „große Club-Knaller“ wie „das Latin-beeinflusste“ Like a Mack, „eine überragende Überarbeitung“ von This Could Be Us sowie „Electronica und Rock“. Dazu verkörpere Prince „vertraute Charaktere“ wie den „Sensualisten über den Träumer bis hin zum Kämpfer und sogar den seltener gehörten Humoristen“. Abgesehen von Fallinlove2nite und Million $ Show existierten auf dem Album „keine größeren Fehlschläge“. Es sei schwierig, „auf Anhieb einen besten Track zu finden, aber es könnte das gitarrenlastige“ Hardrocklover oder das Stück June sein, das „schon etwas unheimlich Einprägsames“ besitze. Letztendlich sei es „lange her, dass ein Prince-Album so angenehm und erfreulich“ geklungen habe, zog Simpson als Fazit.
Lori Gava vom nordirischen Online-Musikmagazin XS Noize lobte ebenfalls und verteilte sieben von zehn Sternen. Prince kehre „zu seiner Form zurück“ und das Stück Million $ Show sorge für einen „vielseitigen, fesselnden Start“ des Albums. Shut This Down „bombardiert den Hörer mit elektronisch getriebener Erotik“, und Ain’t About 2 Stop beschrieb Gava als „weitere Funk-Elektronika-Explosion“, wobei aber „die ganze Stimmverzerrung des Songs ermüdend“ wirken könne. Like a Mack lasse „sich einfach am besten als Funk, Funk, Funk und noch mehr Funk beschreiben“, inklusive „erstaunlichen Prince-typischen Gitarrenriffs“. Die beiden Songs Hardrocklover und X's Face bezeichnete Gava als ihre „persönlichen Favoriten“. Der Sound in 1000 X’s & O’s sei „fantastisch mit R&B unterlegt“, und June ein „tranceartiger, psychedelischer Song, der bittersüß“ klinge. Doch „das Ergebnis“ von HITnRUN Phase One impliziere, dass „viele Hörer dieses Album entweder völlig ablehnen oder es wirklich genießen“, mutmaßte Gava; für sie zähle HITnRUN Phase One aber „zu den schönsten und unterhaltsamsten Prince-Scheiben“, die erschienen sind.
Stephen Thomas Erlewine von AllMusic gab drei von fünf Sternen. Das Album sei „weder Fisch noch Fleisch: eine Platte, die sich nicht wirklich retro oder frisch anfühlt, aber dennoch unbestreitbar“ nach Prince klinge. Seit seinem Album Planet Earth aus dem Jahr 2007 liefere er „konsequent kompakte kleine Platten ab, deren Elemente gut ausgearbeitet und vielleicht sogar ganz unterhaltsam sind, die aber in der Summe weniger ergeben als die Summe ihrer Teile“, wobei HITnRUN Phase One keine Ausnahme bilde. Mit „seinem aggressiven Anfang“ und „den gelegentlichen schwindelerregenden elektronischen Einlagen“ seien mit Fallinlove2nite, Million $ Show und This Could B Us (Remix) „zwei oder drei Songs verankert“, die letztendlich verdeutlichten, „dass der Rest des Albums nicht viel mehr als flinke Gymnastik“ sei.
Seth Colter Walls von Pitchfork Media war enttäuscht und gab nur viereinhalb von zehn Sternen. Die ersten drei Songs bezeichnete er als „vermeintliche Party-Starter, vollgestopft mit dem Konfetti aus Abfällen moderner Dancefloor-Produktion“. Zudem seien Mr. Nelson und This Could B Us (Remix) zwar überarbeitete, aber nicht verbesserte Versionen vom Vorgängeralbum Art Official Age. Das Stück Hardrocklover wirke „seltsam gedämpft und von sich selbst gelangweilt“, und der „schlingernde, aber knallharte Funk“ in X’s Face wirke zwar „anfangs vielversprechend“, aber „auch hier“ fehle es an Entwicklung. Nur wenn Prince wie im R&B-Song 1000 X’s & O’s „in einer Umgebung“ singe, die „nicht von zeitgenössischen Klischees belästigt“ werde, biete er „uns mehr als an jedem anderen Punkt“ auf HITnRUN Phase One, meinte Walls.
Chris Gerard von dem Online-Magazin PopMatters.com zeigte sich sogar sehr enttäuscht und verteilte lediglich zwei von zehn Sternen. HITnRUN Phase One sei „mit Abstand das schlechteste Album“ in Prince’ Karriere. Wie er und Joshua Welton von Art Official Age „zu dem völlig wegwerfbaren HITNRUN Phase One so dramatisch absteigen konnten“, sei schwer zu verstehen. Weltons „dilettantische New-Age/Techno-Programmierung“ sei „überall auf dieser Platte zu hören“, und musikalisch klinge das Album „größtenteils wie etwas, das sich ein aufstrebender DJ ausdenken könnte, der bis drei Uhr morgens im Keller seiner Eltern an GarageBand“ arbeite. Den Song Million $ Show bezeichnete Gerard als „dreisten Diebstahl“ von Janelle Monáes „weitaus besserem“ Dance Apocalyptic aus ihrem Album The Electric Lady (2013). Das Hip-Hop-Duo Curly Fryz, das „im Mittelpunkt“ von Like a Mack stehe, beschrieb er als „bestenfalls wie eine viertklassige“ Nicki Minaj; der „weinerliche Gesang“ gehe „einem sofort auf die Nerven“ und das Stück gehöre zu Prince’ „schlechtesten Songs aller Zeiten“. Dagegen sei Hardrocklover „mit Abstand einer der stärksten Tracks“ des Albums, zudem lobte Gerard 1000 X’s & O’s und Fallinlove2nite. Aber ansonsten existiere nichts, „was auch nur annähernd an diese drei Titel“ herankomme. „Der Rest ist mittelmäßig bis schlecht bis entsetzlich“, resümierte Gerard.

## Kommerzieller Erfolg

### Chartplatzierungen
| ChartsChartplatzierungen       | Höchstplatzierung | Wochen |
| ------------------------------ | ----------------- | ------ |
| Deutschland (GfK)              | 53 (2 Wo.)        | 2      |
| Österreich (Ö3)                | 53 (3 Wo.)        | 3      |
| Schweiz (IFPI)                 | 27 (6 Wo.)        | 6      |
| Vereinigtes Königreich (OCC)   | 50 (3 Wo.)        | 3      |
| Vereinigte Staaten (Billboard) | 48 (7 Wo.)        | 7      |

Im Jahr 2015 erreichte das Album Platz 95 in Deutschland, Platz 73 in Österreich, Platz 31 in der Schweiz, Platz 50 im Vereinigten Königreich und Platz 70 in den USA. Die Höchstplatzierung in den genannten Ländern erzielte HITnRUN Phase One im Mai 2016 nach Prince’ Tod, wobei die im Vereinigten Königreich identisch war. Die drei Singleauskopplungen Fallinlove2nite, Hardrocklover und This Could B Us (Remix) konnten sich in den internationalen Hitparaden nicht platzieren.

## Musikverkäufe
HITnRUN Phase One wurde weltweit ungefähr 180.000 Mal verkauft. Auszeichnungen für Gold- oder Platinstatus sind nicht bekannt.